# 정경부인
정경부인(貞敬夫人)은 조선 시대 정일품 및 종일품 문무관의 정실부인에게 주어지던 외명부 봉작이다.  

## 같이 보기
- 조선의 품계
- 부대부인
- 부부인
- 군부인
- 정부인
- 현부인
- 신부인
- 내명부
- 외명부
- 종친부